# Kristalna pećina u Meksiku
Kristalna pećina (Cueva de los Cristales), pećina u blizini grada Delicias u Chihuahui u Meksiku, oko 300 metara (980 stopa) ispod površine zemlje. Odlikuje se kolosalnim prirodnim kristalima ikad pronađenim izgraenih od selenita (CaSO4·2 H2O), a visoki su do 11 metara (36 stopa) i teški 55 tona. Otkrivena je 2000. godine. 
Geolog Juan Manuel García-Ruiz glavnu prostoriju s kristalima naziva "kristalnom Sikstinskom kapelom", a temperatura u njoj iznosi blizu 40° ili više, a dolazi od magme ispod poda pećine;.